# Arthrobotrys foliicola
Arthrobotrys foliicola är en svampart som beskrevs av Matsush. 1975. Arthrobotrys foliicola ingår i släktet Arthrobotrys och familjen vaxskålar.   Inga underarter finns listade i Catalogue of Life.